# Cast Away (álbum)
Cast Away es el segundo álbum de la banda de power metal sinfónico, Visions of Atlantis y el último con la vocalista Nicole Bogner. Fue lanzado el 29 de noviembre de 2004.

## Lista de canciones
| N.º | Título                       | Duración |  |
| 1.  | «Send Me a Light»            | 4:38     |  |
| 2.  | «Cast Away»                  | 4:42     |  |
| 3.  | «Lost»                       | 3:57     |  |
| 4.  | «Realm of Fantasy»           | 3:59     |  |
| 5.  | «Pharaoh's Repentance»       | 4:27     |  |
| 6.  | «Winternight»                | 5:37     |  |
| 7.  | «State of Suspense»          | 4:42     |  |
| 8.  | «Lemuria»                    | 3:41     |  |
| 9.  | «Last Shut of Your Eyes»     | 4:56     |  |
| 10. | «Lost (Bonus video musical)» | 3:55     |  |

## Miembros
- Nicole Bogner - Voz femenina
- Mario Plank - Voz masculina
- Thomas Caser - Batería
- Miro Holly - Teclado
- Mike Koren - Bajo
- Werner Fiedler - Guitarra

## Créditos
- Emppu Vuorinen - Guitarra (pista 4)
- Alexander Krull - Narración (pista 7)
- Toni Härkönen - Fotografía
- Ue Nastasi - Masterización
- Peter O. Moritz - Producción, Grabación, Mezcla
- Eric Philippe - Diseño de carátula, Logo

- Datos: Q663356